# Fenton (Staffordshire)
Fenton – miasto w Anglii, w hrabstwie ceremonialnym Staffordshire, w dystrykcie (unitary authority) Stoke-on-Trent. Leży 22 km na północ od miasta Stafford i 216 km na północny zachód od Londynu. W 2001 miasto liczyło 12 194 mieszkańców. Fenton jest wspomniana w Domesday Book (1086) jako Fentone.